# Акула плащоносна
Акула плащоносна (Chlamydoselachus anguineus) — вид акул з родини плащоносних акул (Chlamydoselachidae). Інша назва «гофрована акула». Зовні значно більше нагадує дивну морську змію або вугра, ніж своїх найближчих родичів.

## Систематика
Плащоносну акулу описав американський зоолог Самуель Гарман у 1884 році. Наукова назва Chlamydoselachus anguineus походить від дав.-гр. χλαμύς (род. відм. χλαμύδος) — «плащ», дав.-гр. σέλαχος — «акула» и лат. anguineus — «змієподібний». Довго цю акулу вважали єдиним видом свого роду і родини, але у 2009 році було описано другий вид того ж роду — Chlamydoselachus africana.
Перші дослідники висували припущення про близьку спорідненість цієї акули з палеозойськими акулами кладоселахіями. Згодом це було спростовано. Зараз вважається, що плащоносні акули набагато ближчі до багатозяберних. Зазвичай їх і об'єднують в один з ними ряд, але іноді виокремлюють у ряд Chlamydoselachiformes.

## Опис

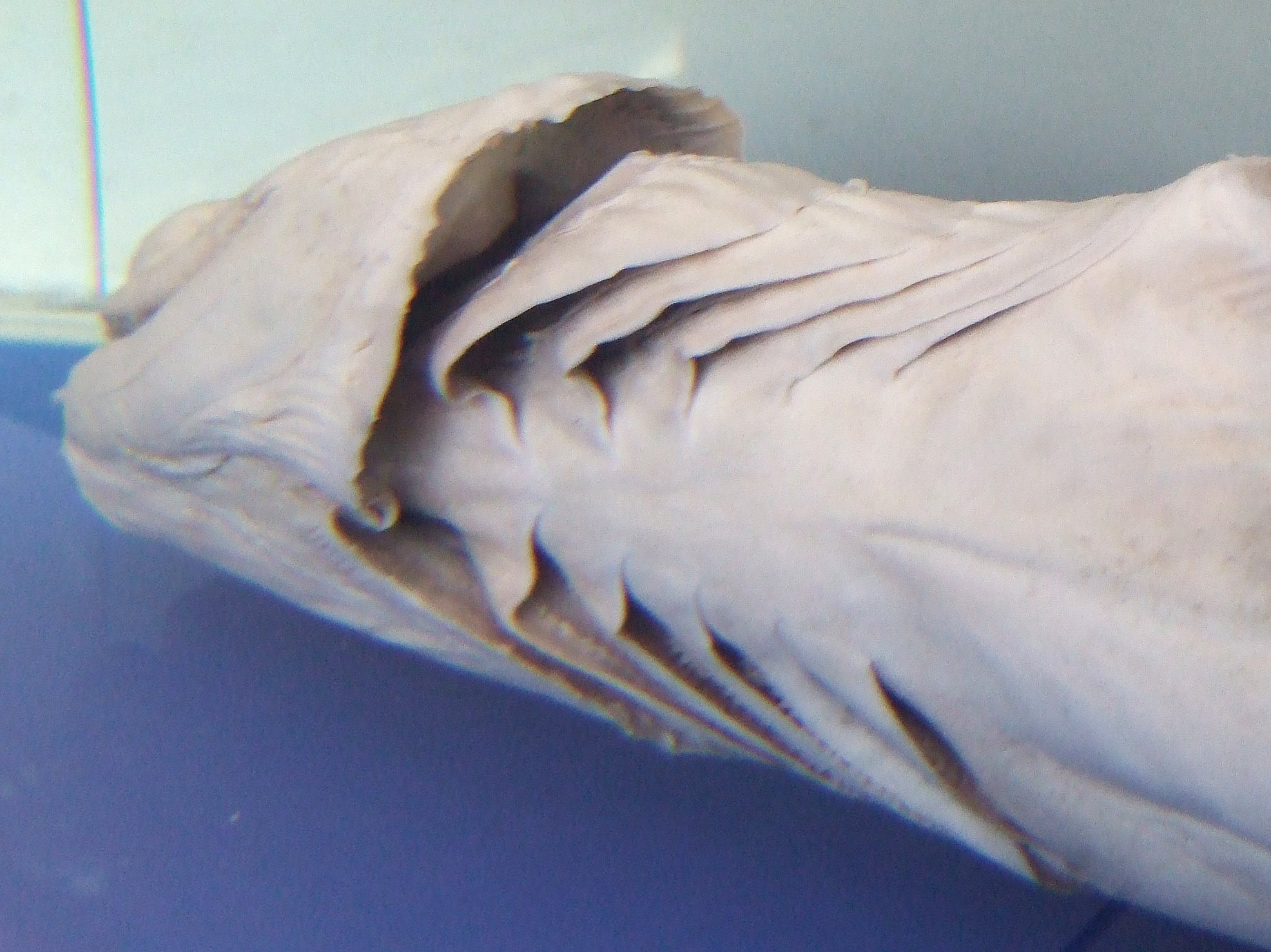
Зяброві щілини плащоносної акули

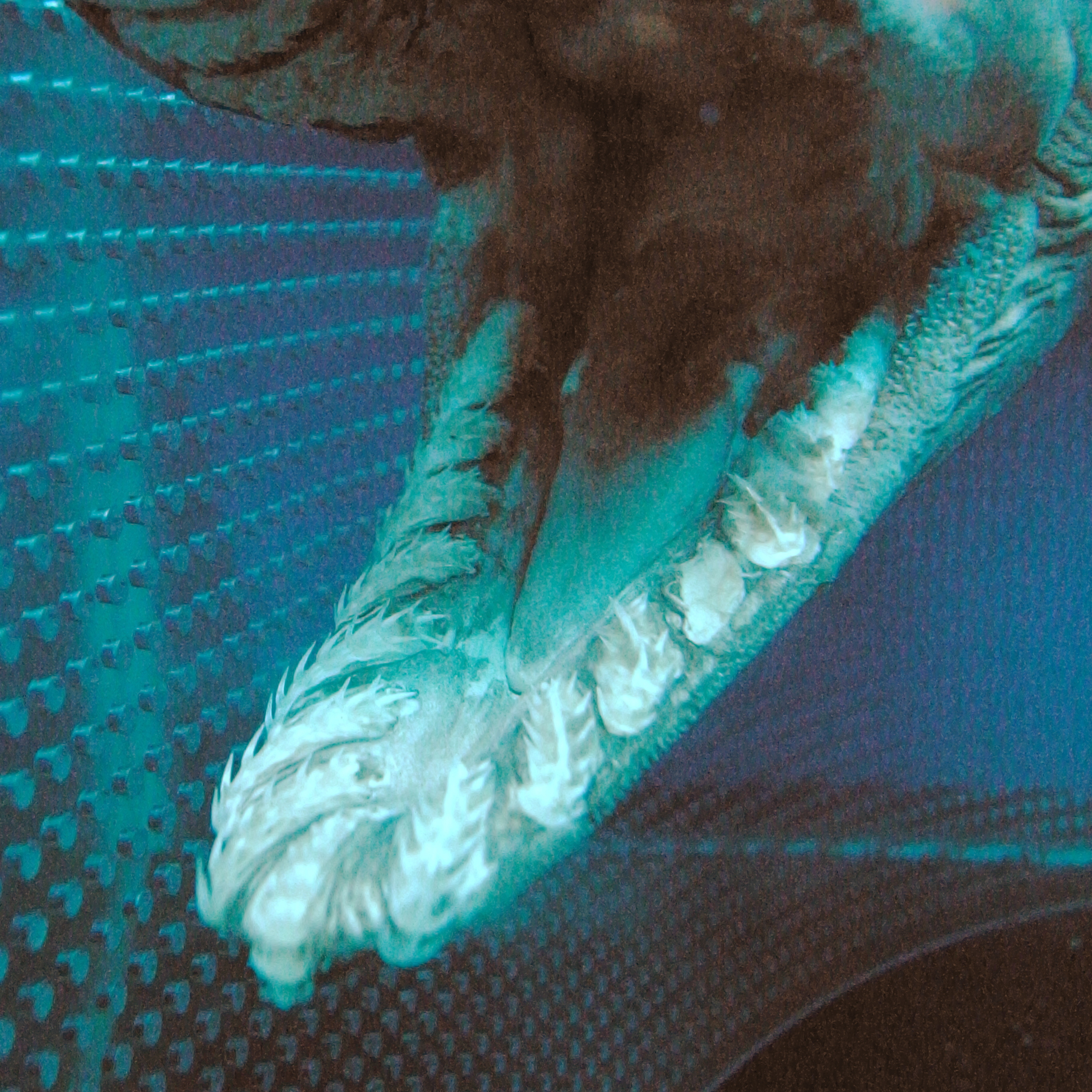
Зуби плащоносної акули

Плащоносна акула отримала цю назву через широкі шкірні складки, що прикривають зяброві щілини. Перетинки першої пари зябрових щілин знизу з'єднуються між собою, утворюючи широку шкірну лопать. Зябрових щілин налічується по 6 з кожного боку.
Плащоносна акула може сягати 2 м в довжину, але звичайні розміри менші — 1,5 м для самиць і 1,3 м для самців. Тіло вугроподібне, витягнуте, а спинний і черевні плавці розташовані близько один від одного в задній частині тіла. Своєрідний хвостовий плавець фактично складається тільки з верхньої лопаті.
Рот у цієї акули майже кінцевий, а не нижній, як у більшості інших. Гострі гачкоподібно вигнуті зуби, що мають по три вершини, нагадують трилапі якірці: у кожного зуба є три вигнуті вершини приблизно однакової довжини, в проміжках між якими знаходяться маленькі вершинки.
Їжу цієї акули складають в основному головоногі молюски, а також риби.

## Ареал та середовище існування
Випадки вилову плащоносної акули відомі в багатьох районах, розташованих у субтропічній і помірно тепловодній зоні. В Атлантичному океані її ловили біля берегів Південно-Західної і Північної Африки й Європи. Ця акула була помічена також у водах Південної Америки, Австралії, Японії і Каліфорнії.
Плащоносна акула зазвичай зустрічається в придонних шарах води на глибинах 120–1450 м (іноді називають цифри 400–1200 м), але іноді і в товщі води.

## Розмноження
Плащоносна акула — яйцеживородний вид з дуже низькою плодючістю: самиця приносить 2-12 (в середньому 6) дитинчат. Виношування ембріонів триває довго, можливо, до двох років, а за деякими даними — і не менше 3,5 років, що ставить цю акулу на перше місце за цим параметром серед усіх хребетних. Розмір новонароджених дитинчат — близько 55 см.

## Взаємодія з людиною
Плащоносна акула є безпечною для людини. Промислового значення вона не має у зв'язку зі своєю рідкістю, але подекуди її у невеликих обсягах ловлять і використовують у їжу.